# Hřebenka
Hřebenka je původně předměstská pražská smíchovská usedlost jejíž název pochází ze 16. století. Usedlost vznikla v místě, kde kdysi stával viniční lis, protože se na zdejších jižních svazích tehdy pěstovala vinná réva.  Viniční lis je doložen v pramenech již roku 1563 a patrně jej nechal tehdy postavit majitel vinice Mikuláš Rauš. Tomu patřil i dům "U Hřebene" v Celetné ulici v centru Prahy. Jiné prameny tvrdí, že nemovitost tehdy vlastnila Kateřina Roušová, které také patřil dům "U hřebene" ve staroměstské Celetné ulici.

## Historie
V polovině 17. století vlastnila pozemky rodina Kamelů. Byli to Kamelové, kteří nechali na místě viničného lisu vystavět raně barokní dům.  Ten stál mezi vinicemi a zahradami na svahu orientovaném na jih, byl jednopatrový a v některých místnostech byly malované stropy. V jeho okolí se nacházely chlévy, ovčín a stodola.  Koncem 18. století vlastnil usedlost Maxmilán říšský hrabě z Klebelsbergu. Tehdy (kolem roku 1800) došlo k přestavbě barokního stavení na letní sídlo v empírové podobě (empírový letohrádek). Velké síně byly rozděleny příčkami. Původní dřevěné malované stropy byly zakryty a zároveň sníženy. V polovině 19. století získala Hřebenku spolu se sousedními usedlostmi Nesypkou a Plátenicí pražská obec. Od obce pak nemovitosti získal (v 80. letech 19. století) Martin Vlček.  V té době měla usedlost Hřebenka i vlastní vodovod. Ten přiváděl kameninovým potrubím vodu z dlouhé sběrné štoly. Jak postupoval čas, vinice a zahrady kolem usedlosti byly rušeny. Koncem 19. století se začaly pozemky usedlosti postupně rozprodávat a využívat jako stavební parcely pro rodinné domy. Ač byla obydlena nájemníky, usedlost postupně chátrala.
V roce 1922 koupil Hřebenku architekt a stavitel František Kavalír. Ten nemovitost v letech 1926 až 1928 zrekonstruoval a komfortně přestavěl v moderním stylu.
Trojkřídlá dvoupatrová budova s vysokou sedlovou střechou a s průčelím, které bylo orientováno severním směrem doznala následující změny:
- původní dřevěné malované záklopové stropy v přízemí a v prvním patře byly opět odkryty;
- došlo k přemístění hlavního schodiště, jehož okna byly osazeny vitrážemi, zhotovenými podle návrhu českého akademického malíře, grafika a ilustrátora Václava Špály;
- na vnitřním vybavení i na sochařské výzdobě (sochařské práce jsou umístěny při vstupu v kolonádě, ale i v obytných prostorech[4]) se podílel sochař, návrhář uměleckořemeslných předmětů a přední představitel dekorativismu profesor Jaroslav Horejc;
- severně od trojkřídlé budovy dal František Kavalír vystavět nový přízemní objekt se dvěma trakty a s podloubím ve tvaru kolonády (objekt sloužil původně jako tržnice pro okolní obyvatele, restaurace s kavárnou a spolkovými místnostmi[4]). Jeho vstupní mříž vyzdobil Jaroslav Horejc šesti alegorickými plastikami.

Po druhé světové válce sídlila v usedlosti Hřebenka zvláštní škola a v 70. letech dvacátého století pak mateřská školka. V současné době (2016) slouží dvoukřídlá přízemní budova ke komerčním účelům (jako prodejna potravin). V hlavní trojkřídlé budově se bydlí a také slouží ke komerčním účelům. Od roku 2007 zde působila Vysoká škola Karla Engliše. Od školního roku 2024/25 v budově našlo své sídlo Gymnázium Paměti národa, které se přestěhovalo z centra Prahy.

## Památková ochrana
Hřebenka je památkou od 3. května 1958. Památkově chráněno (od roku 1964) je:
- Trojkřídlá budova čp. 107 vlastní usedlosti s nádvořím;[6]
- Objekt s kolonádou se vstupním portikem (s mřížovými vraty a s tympanonem s figurální plastickou výplní);[6]
- Altán (s větrníkem ve tvaru figury na střeše altánu);[6]
- Zahrada;[6]
- Busta imperátora (v zahradě na parcele číslo 3365);[6]
- Pozemky parcel číslo 3361, 3364, 3365, 3366, 3367 a 3368.[6]

V usedlosti jsou cenné drobné architektonické a uměleckořemeslné prvky (dlažby, zábradlí, mříže, kování).
- Pam Katalog - Národní památkový ústav
- MonumNet - Informační systém Monum Net Národního památkového ústavu
- MIS - Matainformační systém Státního památkového ústavu.

Hřebenka
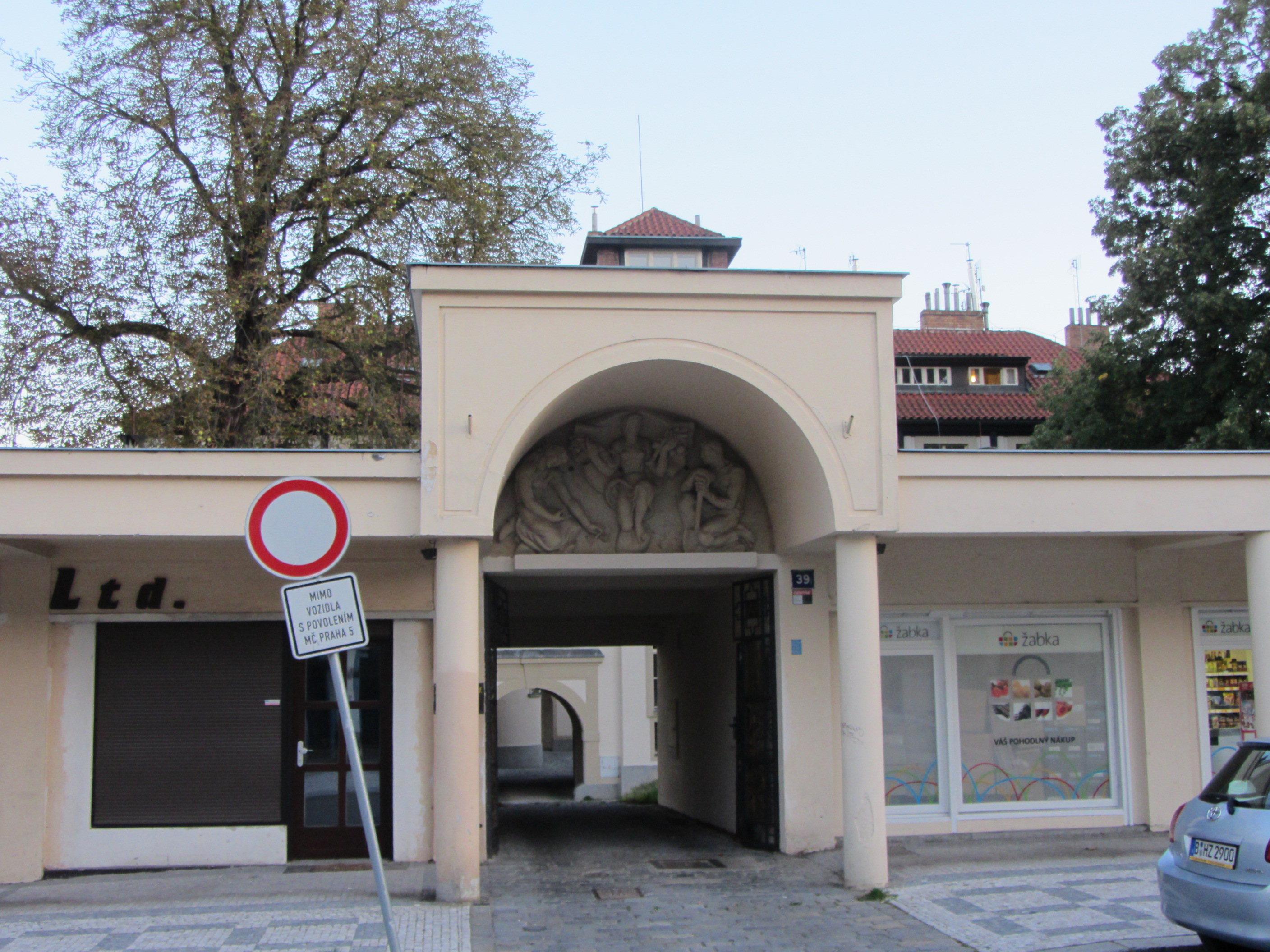
Přízemní objekt se dvěma trakty
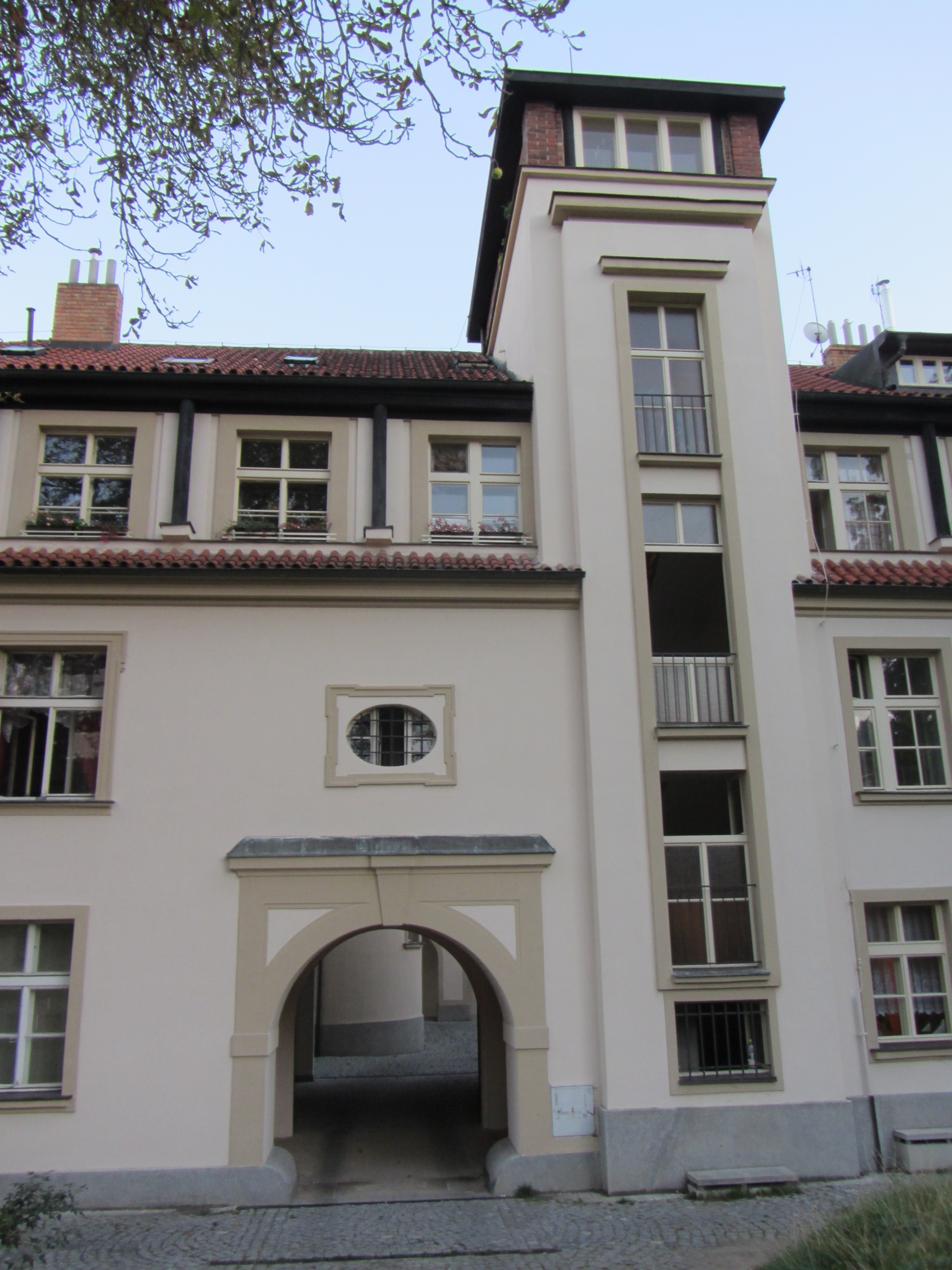
Vchod do "hlavní" budovy
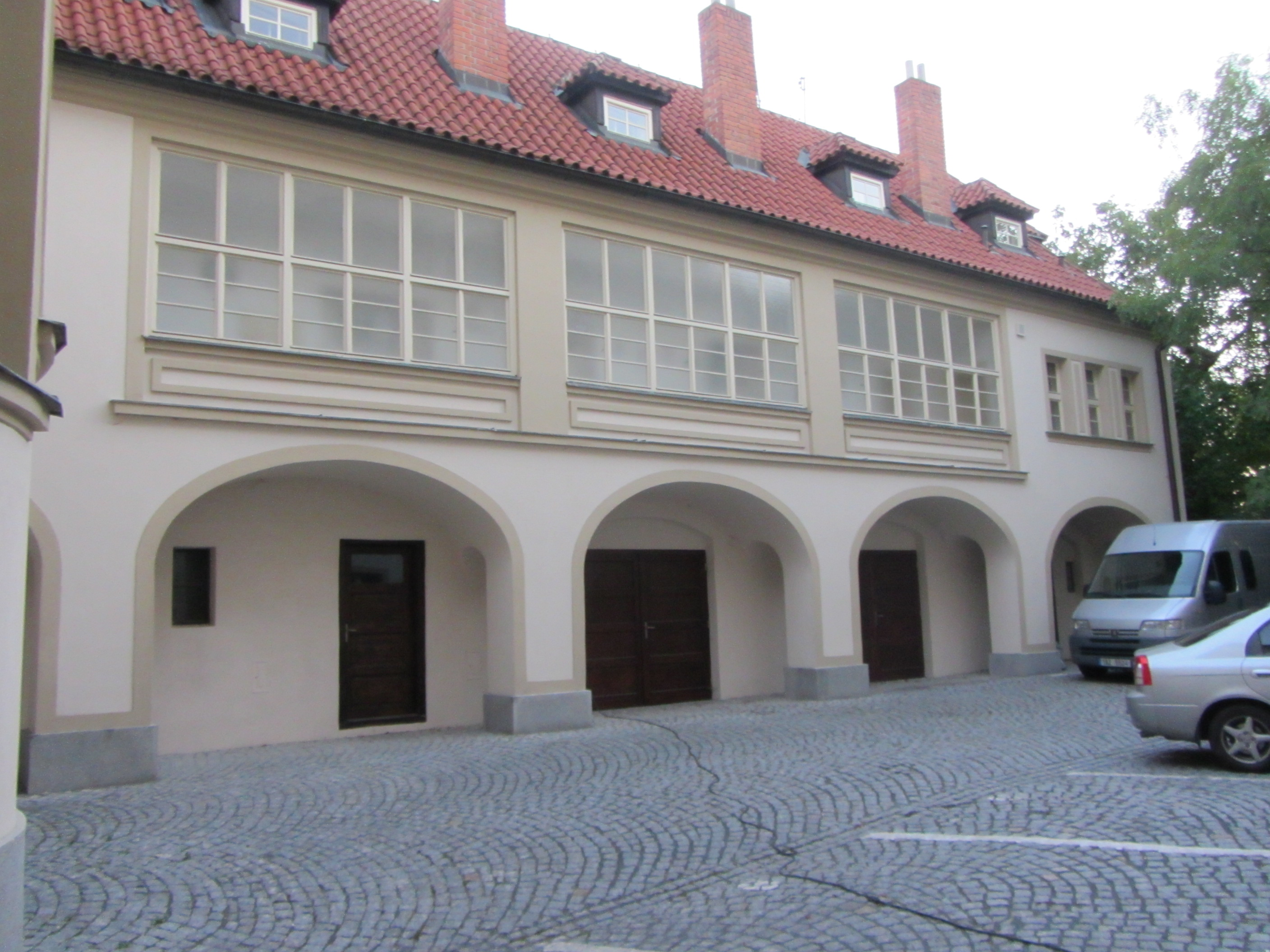
Pohled z nádvoří